# Жанааул (Актогайский район)
Жанааул (каз. Жаңаауыл) — село в Актогайском районе Павлодарской области Казахстана. Входит в состав Караобинского сельского округа. Код КАТО — 553243300.

## Население
В 1999 году население села составляло 251 человек (135 мужчин и 116 женщин). По данным переписи 2009 года, в селе проживало 122 человека (65 мужчин и 57 женщин).